# Zostérops à flancs jaunes
Zosterops flavilateralis
Espèce
Statut de conservation UICN

 LC  : Préoccupation mineure
Le Zostérops à flancs jaunes (Zosterops flavilateralis) est une espèce de passereaux de la famille des Zostéropidés. Il était anciennement regroupé avec le Zostérops d'Abyssinie qui vit plus au nord, avant d'être séparé en 2017.

## Dénomination
Le nom Zostérops est issu du grec ζωστήρ (zoster) signifiant "ceinture" et ὤψ (ops) signifiant "oeil", en référence au cercle blanc qui entoure ses yeux. Le qualificatif "à flancs jaunes" et le nom latin flavilateralis (signifiant littéralement "à flancs jaunes") se réfère à son aspect.

## Description
Le Zostérops à flancs jaunes mesure autour de 10 cm et pèse entre 7,2 et 9 g. Ses dessous sont presque intégralement jaunes, tinté de vert sur le côté ; sa queue est brun sombre et son dos et sa tête sont vert olive. Il possède le cercle oculaire caractéristique des zostérops, brisé au niveau de ses lores noirs (qui sont surplombés d'une bande jaune). Son bec est noir et ses pattes sont gris-bleu. La femelle est identique au mâle, et les juvéniles ressemblent beaucoup aux adultes.

## Répartition et habitat

### Répartition
Le Zostérops à flancs jaunes vit en Afrique de l'Est, en particulier dans le Sud de la Somalie (autour des rivières Chébéli et Jubba), dans le Sud de l'Éthiopie, au Kenya (dans et à l'est de la Vallée du Rift, et autour de la forêt de Kakamega) et dans le Nord de la Tanzanie,.

### Habitat
On le trouve principalement dans des zones plutôt sèches, boisées ou buissonneuses ; il ne s'aventure pas au-dessus de 1 800 m d'altitude,.

## Écologie et comportement

### Alimentation
Le Zostérops à flancs jaunes se nourrit principalement de petits insectes (y compris des chenilles), et éventuellement de fruits. Il se nourrit typiquement en volées comprenant entre 10 et 30 individus.

### Reproduction
Il se reproduit entre février et juillet. Il est monogame, et les deux parents participent à la construction du nid ; celui-ci prend la forme d'un bol formé d'écorce et consolidé avec de la soie d'araignée, et est placé dans les branches d'un arbre ou d'un buisson. Une nichée comporte 2 à 4 œufs, de couleur bleu pâle, couvés par les deux parents pendant 14 jours.

## Sous-espèces
Le Zostérops à flancs jaunes a été décrit pour la première fois par Anton Reichenow en 1892. Il est aujourd'hui divisé en 2 sous-espèces dans la classification de référence du Congrès ornithologique international (16 mars 2024) :
- Z. f. flavilateralis Reichenow, 1892 : la sous-espèce nominale. Vit dans le centre et l'est du Kenya jusqu'à l'est de la Tanzanie.
- Z. f. jubaensis Erlanger, 1901 : Vit dans le sud-est de l'Éthiopie, la Somalie et le nord du Kenya. Initialement décrite comme une espèce séparée (Z. jubaensis)[6].

L'espèce a longtemps été rattachée au Zostérops d'Abyssinie (souvent sous le nom de Zostérops à flancs jaunes, malgré le fait que le Zostérops d'Abyssinie ait les flancs gris) ; ce rattachement aurait été réalisé par Hall et Moreau en 1970 et suivi par d'autres auteurs depuis. Ce n'est qu'en 2013 qu'une étude phylogénétique suggère que les sous-espèces flavilateralis et jubaensis forme en réalité un clade séparé, qui est d'ailleurs plus proche du Zostérops du Mbulu que du Zostérops d'Abyssinie ; cette séparation est entérinée en 2017. La distinction entre flavilateralis et jubaensis n'est pas claire et pourrait être revue dans le futur,.
flavilateralis regroupe également les taxons désormais obsolètes Z. massaica et Z. senegalensis fricki.

## Le Zostérops à flancs jaunes et l'humain

### Conservation
Le Zostérops à flancs jaunes est considéré comme une "préoccupation mineure" par l'UICN (16 mars 2024), bien que sa population soit mal connue.